# Полк (Вісконсин)
Полк (англ. Polk) — місто (англ. town) в США, в окрузі Вашингтон штату Вісконсин. Населення — 3988 осіб (2020).

## Демографія
Згідно з переписом 2010 року, у місті мешкало 3937 осіб у 1457 домогосподарствах у складі 1174 родин. Було 1540 помешкань
Расовий склад населення:
| - 98,0 % — білих - 0,5 % — азіатів - 0,3 % — корінних американців - 0,3 % — чорних або афроамериканців - 0,1 % — вихідців з тихоокеанських островів |

До двох чи більше рас належало 0,6 %. Частка іспаномовних становила 1,0 % від усіх жителів.
За віковим діапазоном населення розподілялося таким чином: 22,4 % — особи молодші 18 років, 63,9 % — особи у віці 18—64 років, 13,7 % — особи у віці 65 років та старші. Медіана віку мешканця становила 45,8 року. На 100 осіб жіночої статі у місті припадало 107,4 чоловіків;  на 100 жінок у віці від 18 років та старших — 106,0 чоловіків також старших 18 років.
Середній дохід на одне домашнє господарство  становив 110 219 доларів США (медіана — 103 283), а середній дохід на одну сім'ю — 122 364 долари (медіана — 109 167). Медіана доходів становила 71 319 доларів для чоловіків та 48 380 доларів для жінок. За межею бідності перебувало 3,9 % осіб, у тому числі 4,6 % дітей у віці до 18 років та 1,9 % осіб у віці 65 років та старших.
Цивільне працевлаштоване населення становило 2132 особи. Основні галузі зайнятості: виробництво — 24,0 %, освіта, охорона здоров'я та соціальна допомога — 15,8 %, будівництво — 10,6 %, науковці, спеціалісти, менеджери — 8,4 %.